# Dag
 For alternative betydninger, se Dag (flertydig). (Se også artikler, som begynder med Dag)
En dag er en målenhed til at måle tid. Længden af en dag er afledt af SI-enheden sekund. Der går 60 sekunder på et minut, 60 minutter på en time og 24 timer på et døgn. Det giver i alt 86.400 sekunder på en dag.
Ofte er en "dag" eller mere præcist kalenderdag eller kalenderdøgn det samme som et døgn, altså tiden fra solopgang til næste dags solopgang. Derfor bestemmes døgnets længde i virkeligheden af hastigheden i jordens rotation. Dag kan også referere til det modsatte af nat, halvdelen af et døgn fra solen står op til den går ned, omkring 12 timer. 
Der er 7 dage på en uge og 365 dage på et normalår efter den gregorianske kalender og 366 dage i et skudår.
Nogle af ugens dage opkaldt efter de gamle guder i Nordisk mytologi.
- Måne = mandag
- Tyr = tirsdag
- Odin = onsdag
- Thor = torsdag
- Frigg = fredag
- Sol = søndag

Og en enkelt er opkaldt efter det arbejde, man udførte på dagen, nemlig
- Badning = lørdag (oprindelig løver-dag ← oldnordisk laugardagr = vaske- eller badedag)